# Douglas Crise
Douglas Crise (Smithton, 1º maggio 1961) è un montatore statunitense.

## Biografia
Douglas nacque nel 1961 da Glenn Crise, un postino in pensione, e Catherine Crise, una casalinga. Nel 1979 si diplomò alla Yough Senior High School e incominciò a lavorare come macellaio in una drogheria Shop 'n Save a Mount Pleasant, in Pennsylvania. Crise si laureò in studi cinematografici all'Università di Pittsburgh e si trasferì a Los Angeles per iniziare a lavorare nell'industria cinematografica, trovando inizialmente lavoro come autista di camion e poi, qualche anno dopo, come montatore. Nel 1997 lavorò come assistente del montatore nel film comico Clockwatchers al fianco di Stephen Mirrione. I due lavorarono insieme anche nel film  Babel del 2006, grazie al quale ottennero la nomination agli Oscar per il miglior montaggio, e in The Departed, anch'esso del 2006, che fece loro vincere l'American Cinema Editors per il miglior montatore in un film drammatico.

## Filmografia
- Criminal, regia di Gregory Jacobs (2004)
- Babel, regia di Alejandro González Iñárritu (2006)
- The Nines, regia di John August (2007)
- Sex List - Omicidio a tre (Deception), regia di Marcel Langenegger (2008)
- Lovely, Still, regia di Nicholas Fackler (2008)
- Breaking Point, regia di Jeff Celentano (2009)
- Trust, regia di David Schwimmer (2010)
- Bulletproof Man (Kill the Irishman), regia di Jonathan Hensleigh (2011)
- La frode (Arbitrage), regia di Nicholas Jarecki (2012)
- Spring Breakers - Una vacanza da sballo (Spring Breakers), regia di Harmony Korine (2012)
- Annie Parker (Decoding Annie Parker), regia di Steven Bernstein (2013)
- Cesar Chavez, regia di Diego Luna (2014)
- Birdman, regia di Alejandro González Iñárritu (2014)
- Dark Places - Nei luoghi oscuri (Dark Places), regia di Gilles Paquet-Brenner (2015)
- Mr. Pig, regia di Diego Luna (2016)
- Gold - La grande truffa (Gold), regia di Stephen Gaghan (2016)
- Zoe, regia di Drake Doremus (2018)
- London Fields, regia di Mathew Cullen (2018)
- Beach Bum - Una vita in fumo (The Beach Bum), regia di Harmony Korine (2018)
- L'uomo dei ghiacci - The Ice Road (The Ice Road), regia di Jonathan Hensleigh (2021)
- The Hill, regia di Jeff Celentano (2023)
- The Alto Knights - I due volti del crimine (The Alto Knights), regia di Barry Levinson (2025)